# Morvilliers (Eure-et-Loir)
Pour les articles homonymes, voir Morvilliers.
Morvilliers est une commune française située dans le département d'Eure-et-Loir en région Centre-Val de Loire. Ses habitants s'appellent les Morvilliersiennes et les Morvilliersiens.

## Géographie

### Situation
Morvilliers est une commune française du Thymerais dans le Perche. Le climat est océanique avec des étés tempérés.
Le parc naturel régional du Perche se trouve à environ 4 km.

Situation géographique
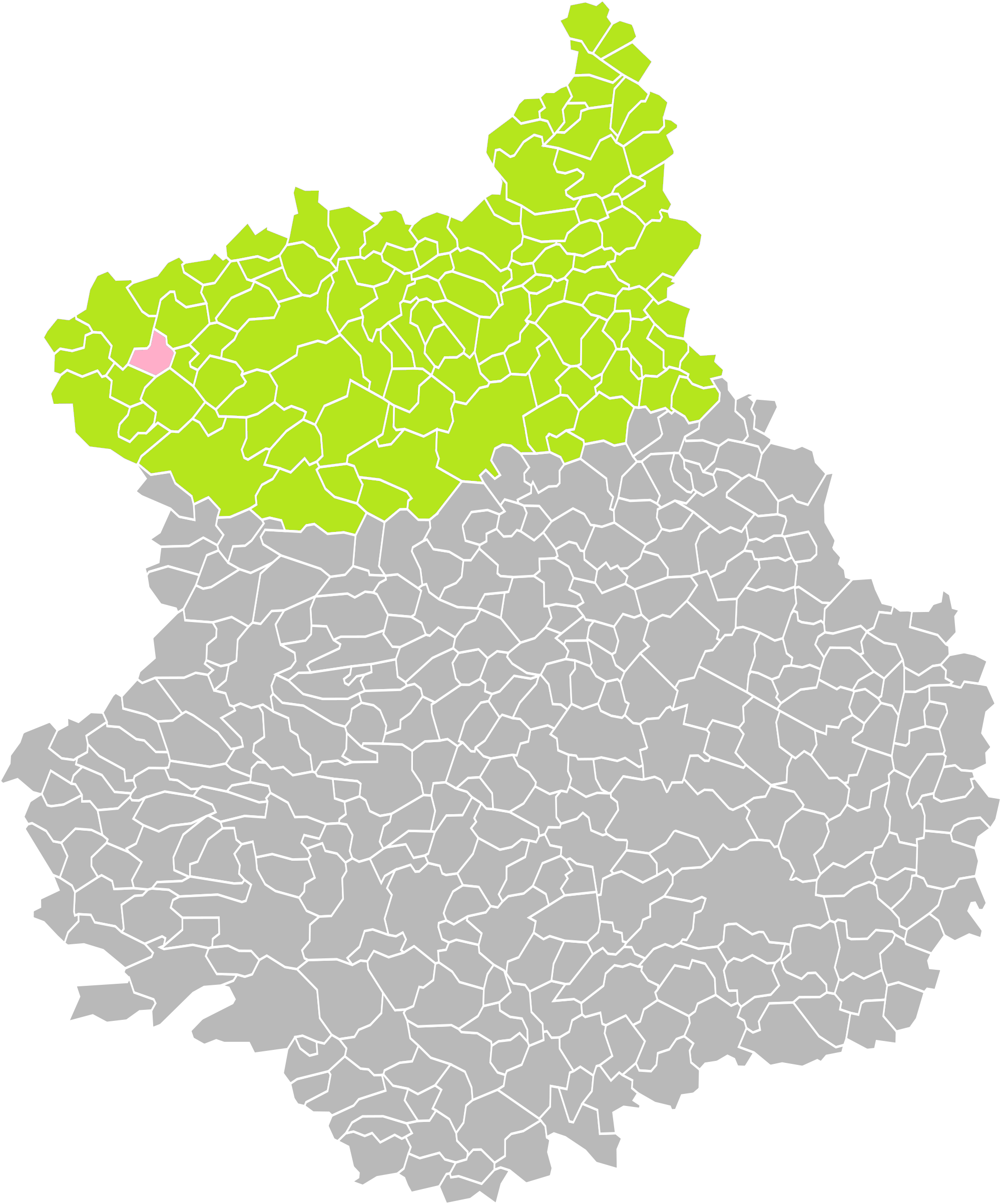
Morvilliers dans son arrondissement.
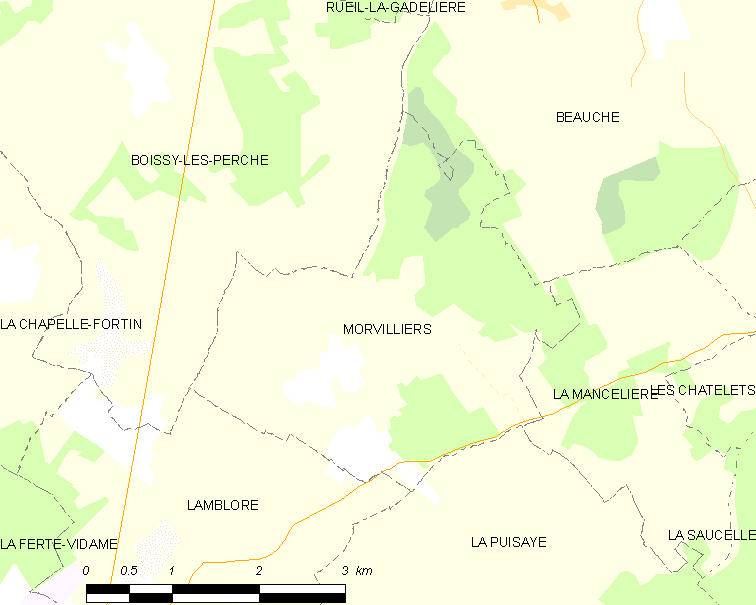
Carte de la commune de Morvilliers.

### Communes limitrophes
| Boissy-lès-Perche |             | Beauche       |
| Boissy-lès-Perche | Morvilliers | La Mancelière |
|                   | Lamblore    | La Puisaye    |

### Hydrographie
Morvilliers est traversé par les ruisseaux de Lamblore, de Pipe-Souris et des Souches.

### Climat
Pour des articles plus généraux, voir Climat du Centre-Val de Loire et Climat d'Eure-et-Loir.
En 2010, le climat de la commune est de type climat océanique dégradé des plaines du Centre et du Nord, selon une étude du CNRS s'appuyant sur une série de données couvrant la période 1971-2000. En 2020, Météo-France publie une typologie des climats de la France métropolitaine dans laquelle la commune est exposée à un climat océanique altéré et est dans une zone de transition entre les régions climatiques « Sud-ouest du bassin Parisien » et « Normandie (Cotentin, Orne) ». 
Pour la période 1971-2000, la température annuelle moyenne est de 10,1 °C, avec une amplitude thermique annuelle de 14,5 °C. Le cumul annuel moyen de précipitations est de 704 mm, avec 11,5 jours de précipitations en janvier et 8 jours en juillet. Pour la période 1991-2020, la température moyenne annuelle observée sur la station météorologique de Météo-France la plus proche, sur la commune de Rueil-la-Gadelière à 8 km à vol d'oiseau, est de 10,7 °C et le cumul annuel moyen de précipitations est de 663,1 mm,. Pour l'avenir, les paramètres climatiques de la commune estimés pour 2050 selon différents scénarios d'émission de gaz à effet de serre sont consultables sur un site dédié publié par Météo-France en novembre 2022.

## Urbanisme

### Typologie
Au 1er janvier 2024, Morvilliers est catégorisée commune rurale à habitat très dispersé, selon la nouvelle grille communale de densité à 7 niveaux définie par l'Insee en 2022.
Elle est située hors unité urbaine. Par ailleurs la commune fait partie de l'aire d'attraction de Verneuil d'Avre et d'Iton, dont elle est une commune de la couronne,. Cette aire, qui regroupe 24 communes, est catégorisée dans les aires de moins de 50 000 habitants,.

### Occupation des sols
L'occupation des sols de la commune, telle qu'elle ressort de la base de données européenne d’occupation biophysique des sols Corine Land Cover (CLC), est marquée par l'importance des territoires agricoles (60,7 % en 2018), une proportion identique à celle de 1990 (60,7 %). La répartition détaillée en 2018 est la suivante : 
terres arables (52 %), forêts (39,3 %), prairies (8,7 %). L'évolution de l’occupation des sols de la commune et de ses infrastructures peut être observée sur les différentes représentations cartographiques du territoire : la carte de Cassini (XVIIIe siècle), la carte d'état-major (1820-1866) et les cartes ou photos aériennes de l'IGN pour la période actuelle (1950 à aujourd'hui).

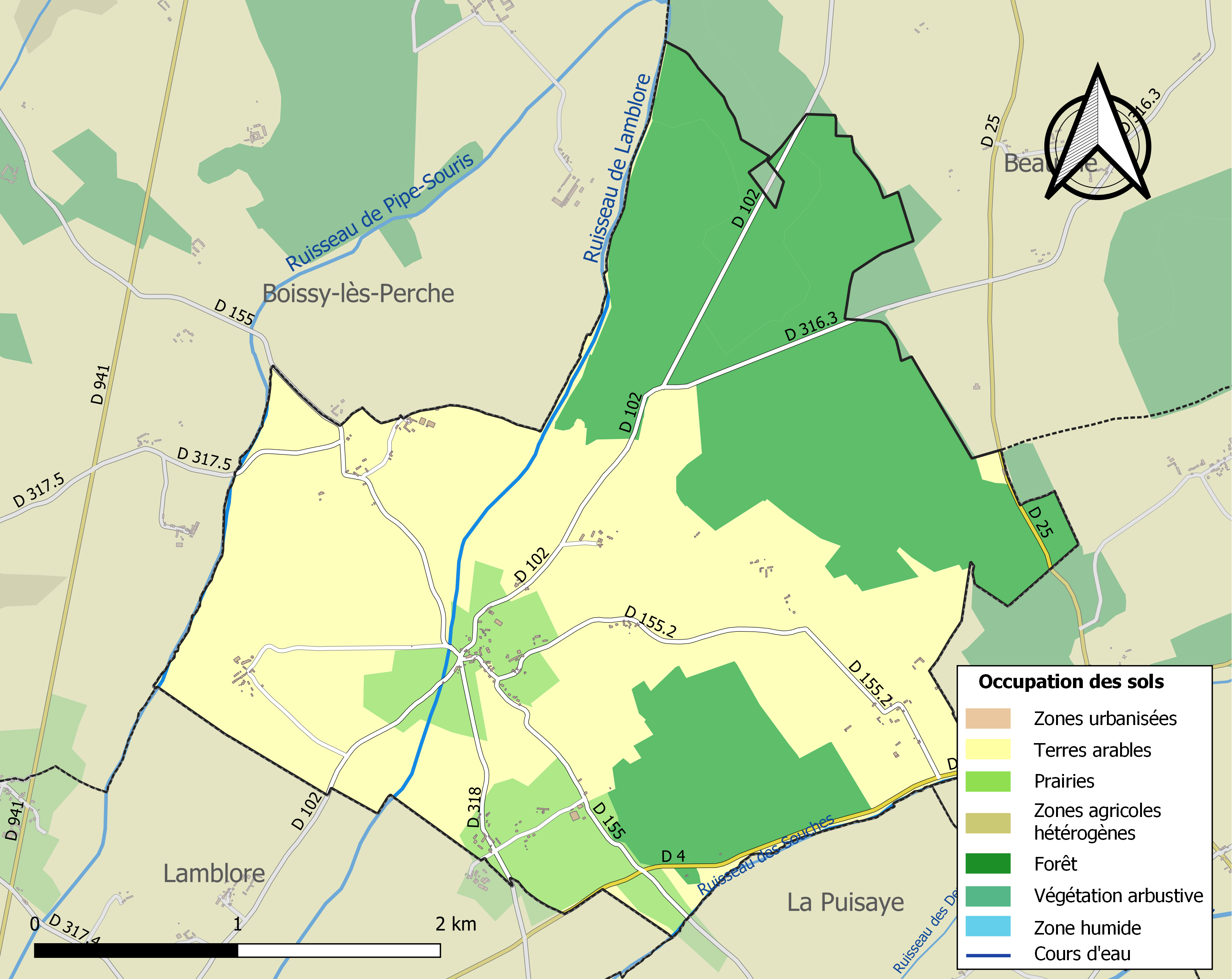
Carte des infrastructures et de l'occupation des sols de la commune en 2018 (CLC).

### Risques majeurs
Le territoire de la commune de Morvilliers est vulnérable à différents aléas naturels : météorologiques (tempête, orage, neige, grand froid, canicule ou sécheresse), inondations, mouvements de terrains et séisme (sismicité très faible). Il est également exposé à un risque technologique, le transport de matières dangereuses. Un site publié par le BRGM permet d'évaluer simplement et rapidement les risques d'un bien localisé soit par son adresse soit par le numéro de sa parcelle.

#### Risques naturels
Certaines parties du territoire communal sont susceptibles d’être affectées par le risque d’inondation par débordement de cours d'eau, notamment le ruisseau de Lamblore et le ruisseau de Pipe-Souris. La commune a été reconnue en état de catastrophe naturelle au titre des dommages causés par les inondations et coulées de boue survenues en 1999,.

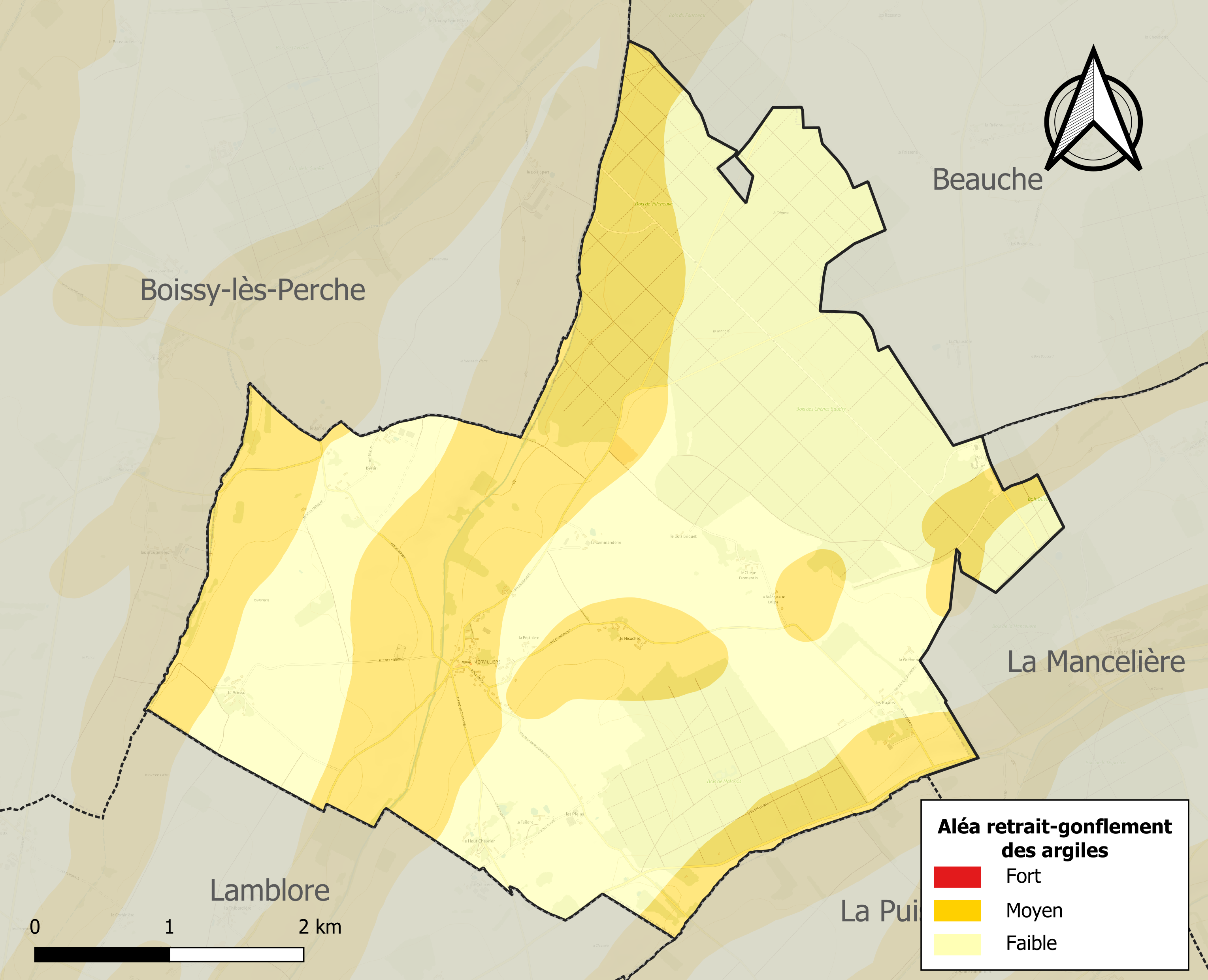
Carte des zones d'aléa retrait-gonflement des sols argileux de Morvilliers.

Les mouvements de terrains susceptibles de se produire sur la commune sont des affaissements et effondrements liés aux cavités souterraines. L'inventaire national des cavités souterraines permet de localiser celles situées sur la commune.
Le retrait-gonflement des sols argileux est susceptible d'engendrer des dommages importants aux bâtiments en cas d’alternance de périodes de sécheresse et de pluie. 40,5 % de la superficie communale est en aléa moyen ou fort (52,8 % au niveau départemental et 48,5 % au niveau national). Sur les 105 bâtiments dénombrés sur la commune en 2019, 42 sont en aléa moyen ou fort, soit 40 %, à comparer aux 70 % au niveau départemental et 54 % au niveau national. Une cartographie de l'exposition du territoire national au retrait gonflement des sols argileux est disponible sur le site du BRGM,.
Concernant les mouvements de terrains, la commune a été reconnue en état de catastrophe naturelle au titre des dommages causés par des mouvements de terrain en 1999.

#### Risques technologiques
Le risque de transport de matières dangereuses sur la commune est lié à sa traversée par des infrastructures routières ou ferroviaires importantes ou la présence d'une canalisation de transport d'hydrocarbures. Un accident se produisant sur de telles infrastructures est en effet susceptible d’avoir des effets graves au bâti ou aux personnes jusqu’à 350 m, selon la nature du matériau transporté. Des dispositions d’urbanisme peuvent être préconisées en conséquence.

## Toponymie
Le nom de la localité est attesté sous les formes Morivillare et Mortivillare en 1080.
Bas latin Mortivillare (cartulaire de l'abbaye Saint-Père-en-Vallée de Chartres). Mortinus, nom de personne d’origine germanique, et villare = domaine rural. Domaine de Mortinus.

## Histoire
Cette commune est entourée de forêts. Une motte féodale située au centre du village montre l'ancienneté du village. Le hameau de la Commanderie à la sortie du village appartenait aux Chevaliers de l'ordre du temple. Le territoire sur lequel se trouve Morvilliers se trouve sur un hameau qui était la propriété des moines de la chartreuse Notre-Dame du Val-Dieu.

## Politique et administration
Au 1er tour des élections présidentielles de 2012, 40 % des votants se sont exprimés en faveur de Nicolas Sarkozy.

### Liste des maires
| Période                                  | Période  | Identité            | Étiquette | Qualité           |
| ---------------------------------------- | -------- | ------------------- | --------- | ----------------- |
| Les données manquantes sont à compléter. |          |                     |           |                   |
| 2001                                     | 2014     | Kléber Lecointre    |           |                   |
| mars 2014                                | En cours | Bernadette Tremier, |           | Ancienne ouvrière |

## Population et société

### Démographie
L'évolution du nombre d'habitants est connue à travers les recensements de la population effectués dans la commune depuis 1793. Pour les communes de moins de 10 000 habitants, une enquête de recensement portant sur toute la population est réalisée tous les cinq ans, les populations de référence des années intermédiaires étant quant à elles estimées par interpolation ou extrapolation. Pour la commune, le premier recensement exhaustif entrant dans le cadre du nouveau dispositif a été réalisé en 2004.

En 2022, la commune comptait 127 habitants, en évolution de −19,62 % par rapport à 2016 (Eure-et-Loir : −0,23 %, France hors Mayotte : +2,11 %).
| 1793 | 1800 | 1806 | 1821 | 1831 | 1836 | 1841 | 1846 | 1851 |
| ---- | ---- | ---- | ---- | ---- | ---- | ---- | ---- | ---- |
| 284  | 322  | 312  | 250  | 283  | 296  | 309  | 287  | 287  |

| 1856 | 1861 | 1866 | 1872 | 1876 | 1881 | 1886 | 1891 | 1896 |
| ---- | ---- | ---- | ---- | ---- | ---- | ---- | ---- | ---- |
| 271  | 257  | 251  | 269  | 269  | 246  | 229  | 243  | 206  |

| 1901 | 1906 | 1911 | 1921 | 1926 | 1931 | 1936 | 1946 | 1954 |
| ---- | ---- | ---- | ---- | ---- | ---- | ---- | ---- | ---- |
| 209  | 200  | 174  | 178  | 177  | 181  | 166  | 152  | 146  |

| 1962 | 1968 | 1975 | 1982 | 1990 | 1999 | 2004 | 2006 | 2009 |
| ---- | ---- | ---- | ---- | ---- | ---- | ---- | ---- | ---- |
| 143  | 107  | 105  | 90   | 104  | 129  | 131  | 130  | 137  |

| 2014 | 2019 | 2022 | - | - | - | - | - | - |
| ---- | ---- | ---- | - | - | - | - | - | - |
| 153  | 140  | 127  | - | - | - | - | - | - |

## Culture locale et patrimoine

### Lieux et monuments

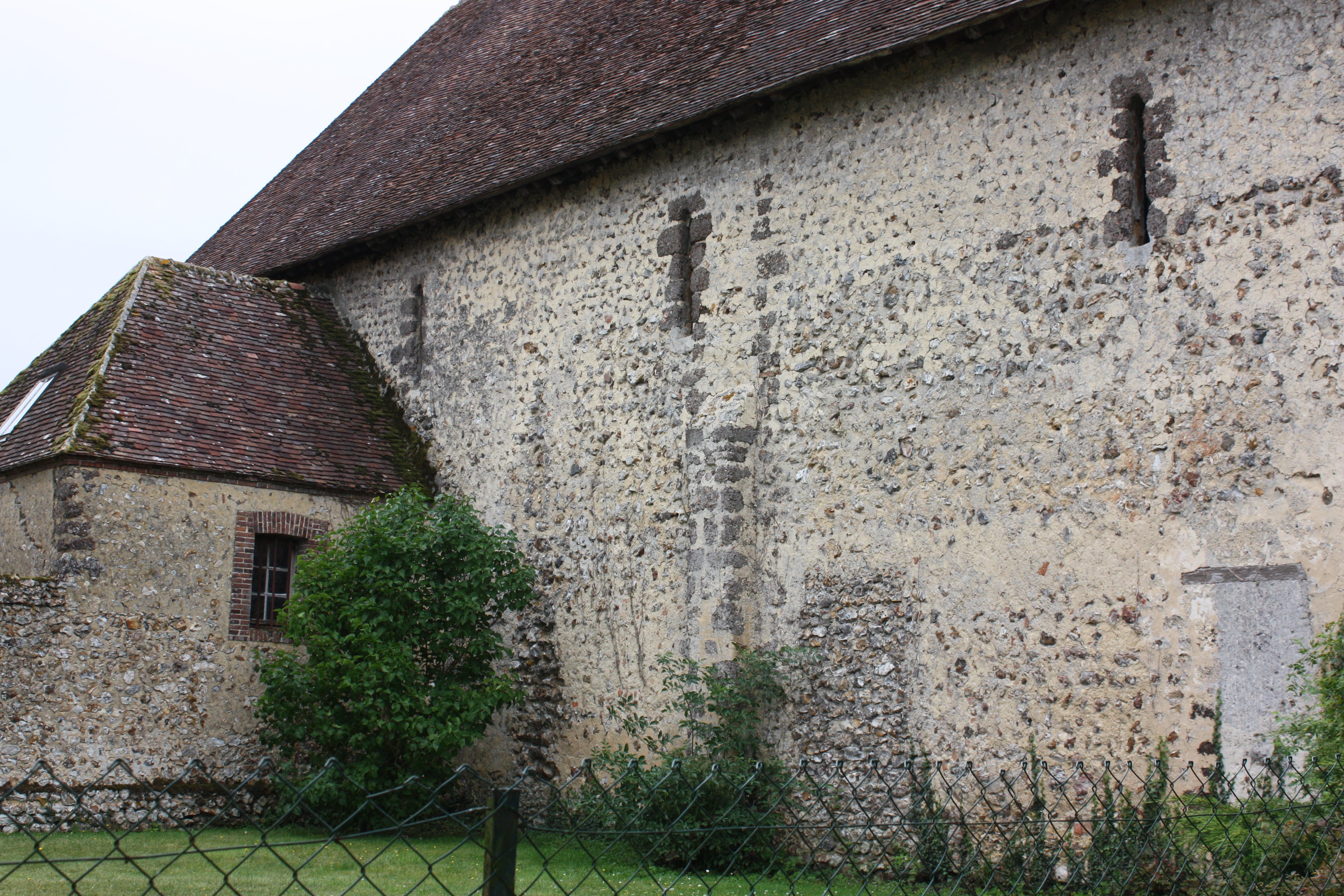
Mur nord de l'église Saint-Denis.

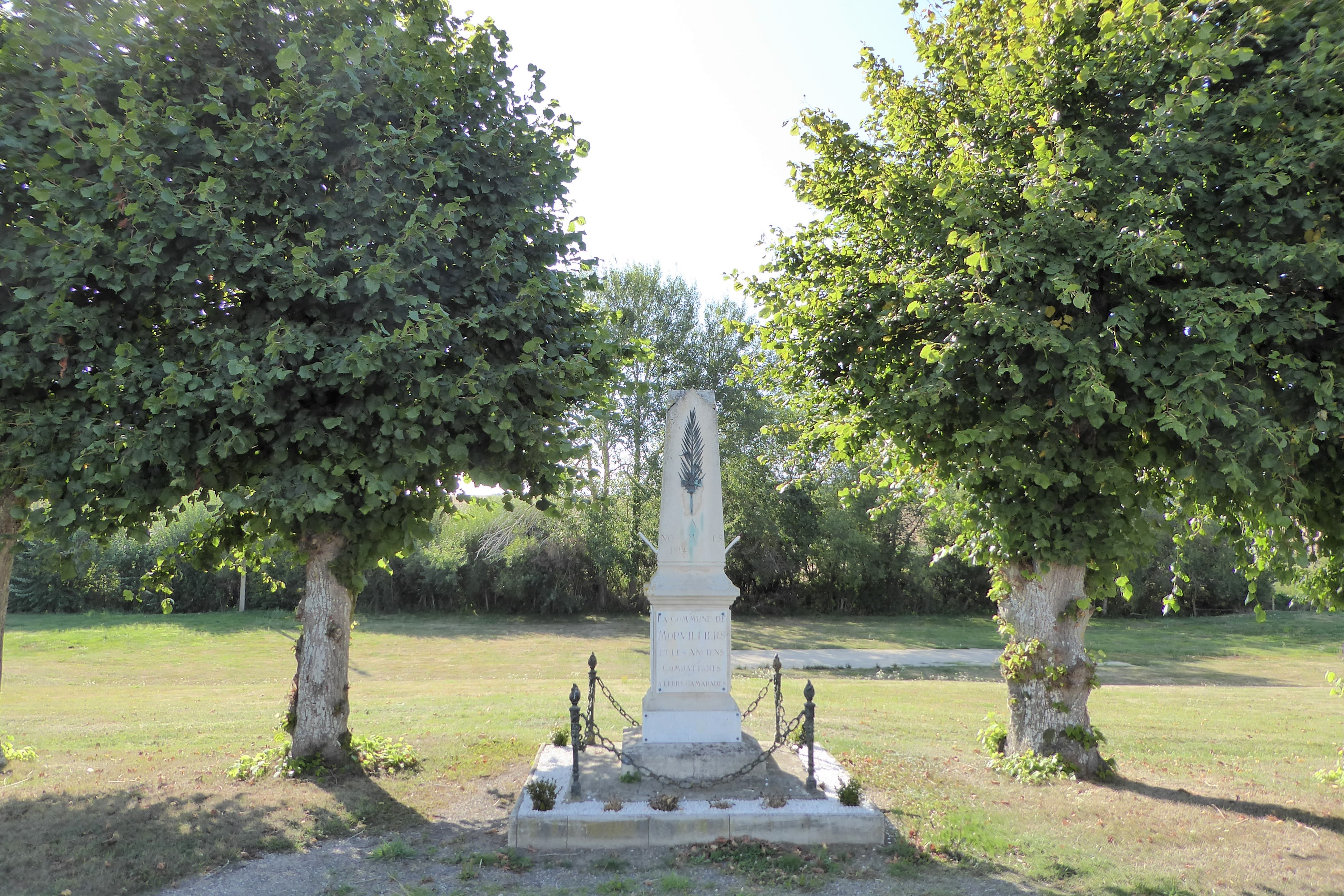
Le monument aux morts.

- L'église Saint-Denis[28] a été construite au XIIe siècle ;
- Le château du Gland[29] ;
- Le monument aux morts.

### Personnalités liées à la commune
- Le peintre Jacques Bouffartigue (1921-1986) a vécu à Morvilliers de 1946 à 1953 ;
- Marcel Bravo, René Collet et Jean Rousseau, résistants du maquis de La Ferté-Vidame exécutés au château du Gland les 11 et 12 août 1944[29].

### Héraldique
| Blason de Morvilliers | Blason  | D'argent à une croix pattée de gueules, mantelé d'azur à trois tronçons de trois maillons de chaîne d'or, celui de la pointe brisé, posés en pal et mal ordonnés.                                               |
| Blason de Morvilliers | Détails | Les chaînes sont attributs de saint Denis, patron de l'église, et la croix pattée rappelle la présence d'une ancienne commanderie de l'ordre du Temple sur le territoire de la commune. Confirmé par la mairie. |